# 石井如自
石井 如自（いしい にょじ）は、江戸時代前期の武士。俳人・歌人。肥前国佐賀鍋島藩の藩士で、第2代藩主鍋島光茂の重臣である。
鍋島家の藩祖以来の外戚家門石井家（石井四男家）の出身で、俳人・歌人として名を挙げて、近世佐賀文壇の先駆的作家と評されている。
通称は又右衛門。諱は忠俊（ただとし）、嘲鴎子とも号した。

## 生涯
肥前国佐賀鍋島藩の藩士石井久左衛門正純の次男として生まれる。母は、藩士高木勘右衛門の娘。
実父正純が6歳の時に亡くなり、祖父の九郎左衛門茂忠に養育された。
幼少より文学の素養深く、20歳の頃にはすでに歌道や俳諧について詳細の研究を行っていたとされる。
その教養から、第2代藩主鍋島光茂の目に留まり、御歌書役に登用される。光茂自身も、祖父勝茂に激怒されるほど、歌道の精進に熱心であり、高じて古今伝授を受けたほどである。光茂は、趣味を同じくする如自ととても気が合った。
俳諧の大家である西山宗因に師事し、井原西鶴、安原貞室、松江重頼らと親交を持つ。「心の俳句を作りたい」という思い強く、情熱的な俳人・歌人であった。
『葉隠』でも「大器量の者」と評されている。
妻は着座で奉行職の石井治部左衛門正則の娘。嫡男は石井治右衛門忠睦。

## 子孫
- 石井亮一（社会福祉法人滝乃川学園創立者、日本の知的障害児者教育・福祉の創始者）